# VO 60

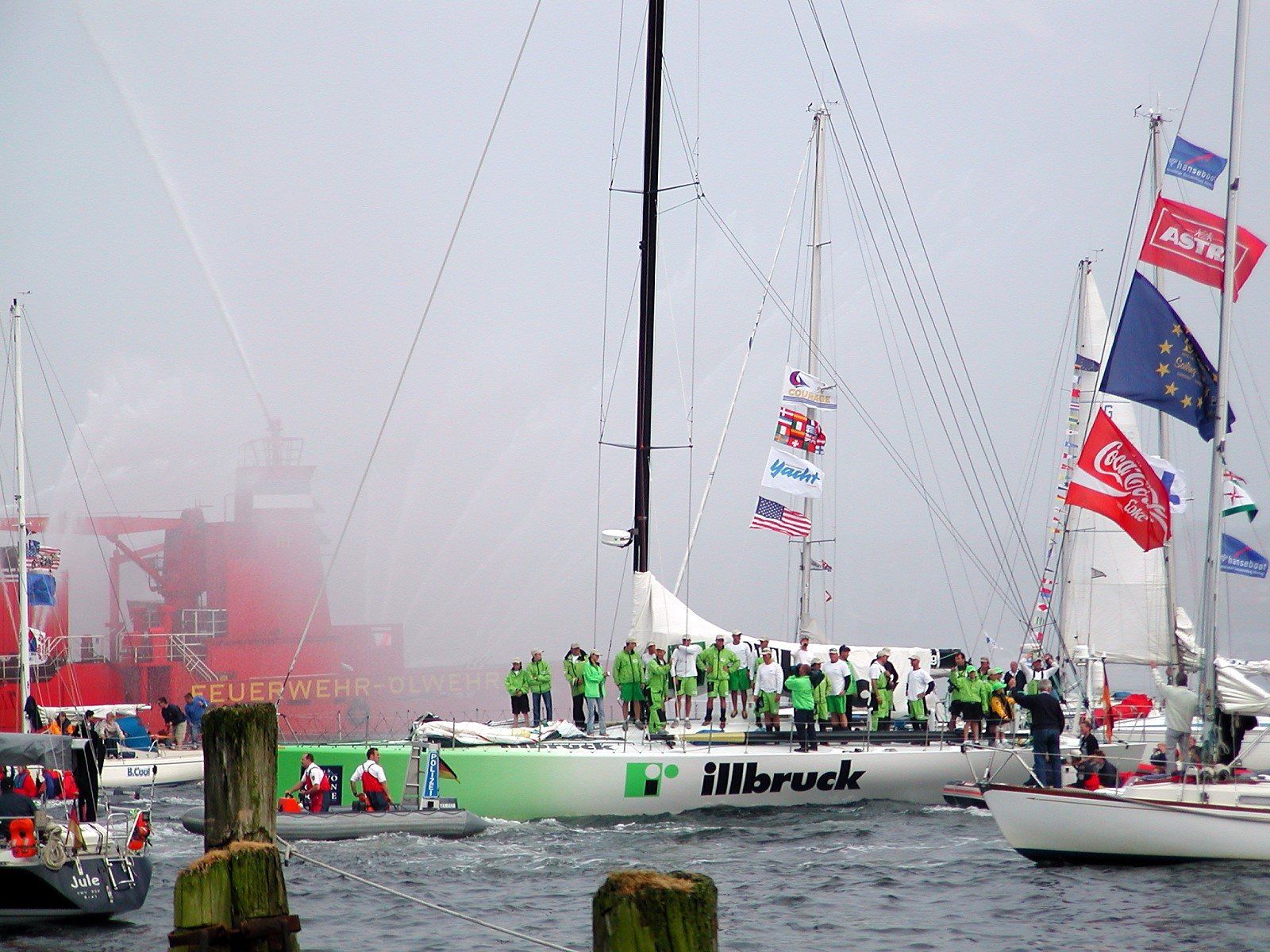
Illbruck Challenge i Kiel, vinnare av Volvo Ocean Race 2001-02 och av typen VO 60.

VO 60, (Volvo Ocean 60), är en segelbåt med en besättning på elva man. VO 60-båtarna användes i Volvo Ocean Race 2001–2002. De användes tidigare vid Whitbread Round The World Race 1993–1994 och 1997–1998. De kallades då W60. Till Volvo Ocean Race 2005–2006 och 2008–2009 användes däremot VO 70-båtar.

## Historia
VO 60-båtarna gjorde sitt första stora framträdande vid Whitbread Round The World Race 1993–1994. Där deltog det tio W60-båtar och fem Maxi Rater. De tio W60-båtarna var Brooksfield, Galicia '93 Pescanova, Heineken, Hetman Sahaidachny, Intrum Justitia, Odessa, Reebok, Tokio, Winston och Yamaha.
Till 1997–1998 hade de helt ersatt Maxi Rater och var den enda klassen. Tio W60 deltog även då; America's Challenge, Brunelsungery, Chessie Racing, EF Education, EF Language, Innovation Kvaerner, Merit Cup, Silk Cut, Swedish Match och Toshiba.
Vid Volvo Ocean Race 2001–2002 gjorde VO 60-båtarna sitt sista race. Åtta båtar startade; Amer Sports One, Amer Sport Too, ASSA ABLOY, djuice, illbruck, News Corporation, SEB och Tyco.

## Kappsegling
VO 60-båtarnas huvudevenemang är Volvo Ocean Race. VO 60-båtarna brukar även medverka vid kappseglingarna Gotland Runt, Göteborg Offshore Race, Lidingö Runt och Tjörn Runt.

## Aktiva länder
Båtarna vid de senaste årens Volvo Ocean Race har alla kommit från Europa, Japan, Oceanien och USA.

## Lista över VO 60
- AMER SPORT ONE
- AMER SPORT TOO
- ASSA ABLOY
- CHESSIE RACING
- DJUICE DRAGONS
- EF LANGUAGE
- EF EDUCATION
- ELLE RACING
- GALICIA PESCANOVA 93
- HEINEKEN
- ILLBRUCK CHALLENGE
- Innovision Kvaerner
- INTRUM JUSTITIA
- MERIT CUP 1
- MERIT CUP 2
- SILK CUT
- SWEDISH MATCH
- TEAM NEWS CORPS
- TEAM SEB
- TEAM TYCO
- TOKIO
- TOKIO II
- TOSHIBA
- WINSTON
- Yamaha